# 충주중앙초등학교
충주중앙초등학교는 충청북도 충주시 연수동에 있는 공립 초등학교이다.

## 학교 연혁
- 1991년 3월 21일: 충주중앙국민학교 설립 인가
- 1992년 3월 19일: 개교
- 1996년 3월 1일: 충주중앙초등학교로 개칭.
- 1996년 12월 27일: 교육의 질 향상 우수학교로 교육부장관상 수상
- 2000년 4월 2일: 충북소년체육대회 축구 우승
- 2003년 6월 13일: 충주 지역공동 영재학급 개설
- 2006년 11월 27일: 충주중앙 디지털 도서관 개관
- 2008년 3월 1일: 병설유치원 개원(남24, 여 16명, 총 40명)
- 2012년 4월 14일: 제41회 충북소년체육대회 축구 3위
- 2014년 11월 20일: 2013~2014.‘多 행복한 학교 만들기’실천 우수학교 선정
- 2014년 12월 12일: 2013~2014. 충북 사이버학습 우수학교 선정
- 2015년 3월 1일: 18학급(특수학급1 포함) 395명 편성

## 참고 문헌
- 충주중앙초등학교 - 한국교육학술정보원 학교알리미

## 같이 보기
- 충주중앙초등학교 축구단